# Matías Noble
Matías Jesús Noble (Berisso, 9 de agosto de 1996) es un futbolista argentino. Juega como mediocentro y su equipo actual es Gimnasia y Esgrima (J) de la Primera Nacional de Argentina.

## Carrera

### Gimnasia y Esgrima de La Plata
Se unió a las inferiores de Gimnasia y Esgrima en el año 2007.
En el año 2012, luego de un gran paso por la séptima categoría del Lobo, hubo intentos por parte del Atlético de Madrid de llevárselo a España para reforzar sus inferiores.
Realizó su debut como profesional el 5 de febrero de 2016 de la mano del entrenador Pedro Troglio, jugando de titular el partido que Gimnasia perdió 2-0 con Banfield, debido a la amplia cantidad de jugadores suspendidos por los incidentes en el Clásico de La Plata disputado en el verano.
En el mes de mayo del 2016, en su sexto partido en el club platense disputó un partido de visitante contra el Rosario Central, donde sufrió una grave lesión de su pierna derecha (fractura del peroné y la rotura del ligamento interno), que lo dejó aproximadamente 4 meses fuera de las canchas. El partido terminó 1-0 a favor de Gimnasia y Esgrima.

### Quilmes
Al no tener muchas posibilidades después de su lesión, en 2018 se convirtió en refuerzo de Quilmes, equipo de la Primera B Nacional. En el Cervecero superó los 20 partidos.

## Estadísticas
Actualizado de acuerdo al último partido jugado el 17 de agosto de 2025.
| Gimnasia y Esgrima (LP) Argentina | 1.ª           | 2015          | 0   | 0  | 0  | 0 | - | - | 0   | 0  | 0    |
| Gimnasia y Esgrima (LP) Argentina | 1.ª           | 2016          | 13  | 0  | 0  | 0 | - | - | 13  | 0  | 0    |
| Gimnasia y Esgrima (LP) Argentina | 1.ª           | 2016-17       | 4   | 0  | 1  | 0 | 0 | 0 | 5   | 0  | 0    |
| Gimnasia y Esgrima (LP) Argentina | 1.ª           | 2017-18       | 1   | 0  | 0  | 0 | - | - | 1   | 0  | 0    |
| Gimnasia y Esgrima (LP) Argentina | Total club    | Total club    | 18  | 0  | 1  | 0 | 0 | 0 | 19  | 0  | 0    |
| Quilmes Argentina | 2.ª           | 2018-19       | 18  | 0  | -  | - | - | - | 18  | 0  | 0    |
| Quilmes Argentina | 2.ª           | 2019-20       | 4   | 0  | -  | - | - | - | 4   | 0  | 0    |
| Quilmes Argentina | Total club    | Total club    | 22  | 0  | -  | - | - | - | 22  | 0  | 0    |
| Brown (A) Argentina | 2.ª           | 2021          | 32  | 1  | -  | - | - | - | 32  | 1  | 0.03 |
| Brown (A) Argentina | 2.ª           | 2022          | 32  | 3  | 0  | 0 | - | - | 32  | 3  | 0.09 |
| Brown (A) Argentina | Total club    | Total club    | 64  | 4  | 0  | 0 | - | - | 64  | 4  | 0.06 |
| Real Tomayapo · Bolivia | 1.ª           | 2023          | 26  | 4  | 8  | 0 | - | - | 34  | 4  | 0.12 |
| Real Tomayapo · Bolivia | 1.ª           | 2024          | 18  | 4  | 0  | 0 | 7 | 1 | 25  | 5  | 0.2  |
| Real Tomayapo · Bolivia | Total club    | Total club    | 44  | 8  | 8  | 0 | 7 | 1 | 59  | 9  | 0.15 |
| F. B. C. Melgar · Perú | 1.ª           | 2024          | 7   | 1  | -  | - | - | - | 7   | 1  | 0.14 |
| F. B. C. Melgar · Perú | Total club    | Total club    | 7   | 1  | 0  | 0 | 0 | 0 | 7   | 1  | 0.14 |
| Gimnasia y Esgrima (J) Argentina | 2.ª           | 2025          | 12  | 1  | 1  | 0 | - | - | 13  | 1  | 0.08 |
| Gimnasia y Esgrima (J) Argentina | Total club    | Total club    | 12  | 1  | 1  | 0 | 0 | 0 | 13  | 1  | 0.08 |
| Total carrera | Total carrera | Total carrera | 167 | 14 | 10 | 0 | 7 | 1 | 184 | 15 | 0.08 |
| (1) Las copas nacionales se refiere a la Copa Argentina. (2) Las copas internacionales se refiere a la Copa Libertadores y a la Copa Sudamericana. (3) Media de goles por encuentro. No incluye goles en partidos amistosos. |               |               |     |    |    |   |   |   |     |    |      |